# Дани Настасијевића
Дани Настасијевића је манифестација која се сваке јесени, почев од 2010. године, одржава у Горњем Милановцу. Главни организатор ове манифестације је Библиотека Браћа Настасијевић, уз сарадњу других културних институција у Горњем Милановцу.

## Почеци
Фестивал једног писца претеча је ове манифестације. Културни центар Београда 2003. године осмислио је Фестивал једног писца посвећен писцима који су имали пресудни значај на културну сцену Београда, а и градова из којих потичу. Први (2003) био је посвећен Растку Петровићу, други (2007) Станиславу Винаверу, а трећи Момчилу Настасијевићу (2009) Манифестација Фестивал једног писца посвећена Момчилу Настасијевићу трајала је у Београду од 21. маја до 20. јуна. У Горњем Милановцу програм је реализован од 17. септембра до 13. октобра 2009. године, а организатори су били Библиотека „Браћа Настасијевић“, Културни центар и Музеј рудничко-таковског краја из Горњег Милановца.

### Први Дани Настасијевића
У свечаној сали Гимназије Таковски устанак у Горњем Милановцу 9. септембра 2010. године реализовани су први Дани Настасијевића.

## Програми
У оквиру манифестације, поред разноликог културног програма, једно вече је увек посвећено промоцији зборника Слово Ћирилово.